# João Alberto Djata
João Alberto Djata (São Domingos, 22 de fevereiro de 1973) é um professor universitário, economista e político guineense, deputado eleito à Assembleia Nacional Popular na X Legislatura. Actualmente ocupa o cargo de Secretário de Estado do Orçamento e Assuntos Fiscais.

## Biografia
É licenciado em Gestão Economica pela Universidade Bourguiba de Dakar, em 2007. Mestre em Gestão Economica. Dirigente do PRS e membro do Conselho Nacional e da Comissão Política Nacional. Professor universitário do Curso de Contabilidade Financeira na Universidade Lusófona da Guiné.  Foi Assessor Económico e Financeiro do Presidente da Câmara Municipal de Bissau, em 2017/2018. Desempenhou a função do Secretário de Estado do Orçamento e Assuntos Fiscais em 2018. Eleito deputado da nação pela lista do PRS em 2019 pelos setores de Cacheu, São Domingos e Calequisse, região de Cacheu.